# نانا ویزیتور
 نانا ویزیتور (انگلیسی: Nana Visitor؛ زادهٔ ۲۶ ژوئیهٔ ۱۹۵۷) یک هنرپیشه اهل ایالات متحده آمریکا است.